# Zachar Pašutin
Zachar Jur'evič Pašutin (in russo Захар Юрьевич Пашутин?; Soči, 3 maggio 1974) è un ex cestista e allenatore di pallacanestro russo.
Alto 196 cm per 92 kg, giocava come guardia tiratrice. È il fratello di Evgenij Pašutin.

## Carriera

### Giocatore
Con la Russia ha disputato due edizioni dei Giochi olimpici (Sydney 2000, Pechino 2008), due dei Campionati mondiali (1998, 2002) e sei dei Campionati europei (1997, 1999, 2001, 2003, 2005, 2007).

## Palmarès

### Giocatore
- Campionato russo: 5

CSKA Mosca: 2002-03, 2004-05, 2005-06, 2006-07, 2007-08
- Coppa di Francia: 1

ASVEL: 2001
- Coppa di Russia: 4

Ural Great Perm': 2003-04
CSKA Mosca: 2004-05, 2005-06, 2006-07
- Eurolega: 2

CSKA Mosca: 2005-06, 2007-08
- Eurocup: 1

UNICS Kazan' : 2010-11